# Rhoon (metrostation)
Rhoon is een van de twee stations van de Rotterdamse metro in de gemeente Albrandswaard. Het station is gelegen op maaiveldniveau, direct ten noorden van de N492 (Groene Kruisweg), die het dorp Rhoon doorsnijdt. Station Rhoon ligt aan metrolijn D en werd geopend op 25 oktober 1974.
De twee perrons van het metrostation kunnen bereikt worden vanaf een viaduct dat de sporen en de Groene Kruisweg overspant en de dorpskern verbindt met Rhoon-Noord. Deze uitgangen voor beide perrons zijn voorzien van liften. Alleen het perron richting De Akkers heeft een roltrap en een extra uitgang direct naar de parallel liggende straat voor de wijk Rhoon-Noord.

## Renovatie 2011/2012
In 2011 en 2012 werd het hele station gerenoveerd. De ingang richting De Akkers en de stationshal werden vernieuwd en het gehele station kreeg een facelift. Ook verdween onder meer het karakteristieke glas in lood aan het perron richting Rotterdam Centraal. Ook station Poortugaal onderging een dergelijke renovatie.

## Tramstation RTM
Tussen 1904 en 1965 lag op dezelfde plek het station van Rhoon aan de tramlijn van Rotterdam naar Spijkenisse. (Bron?)

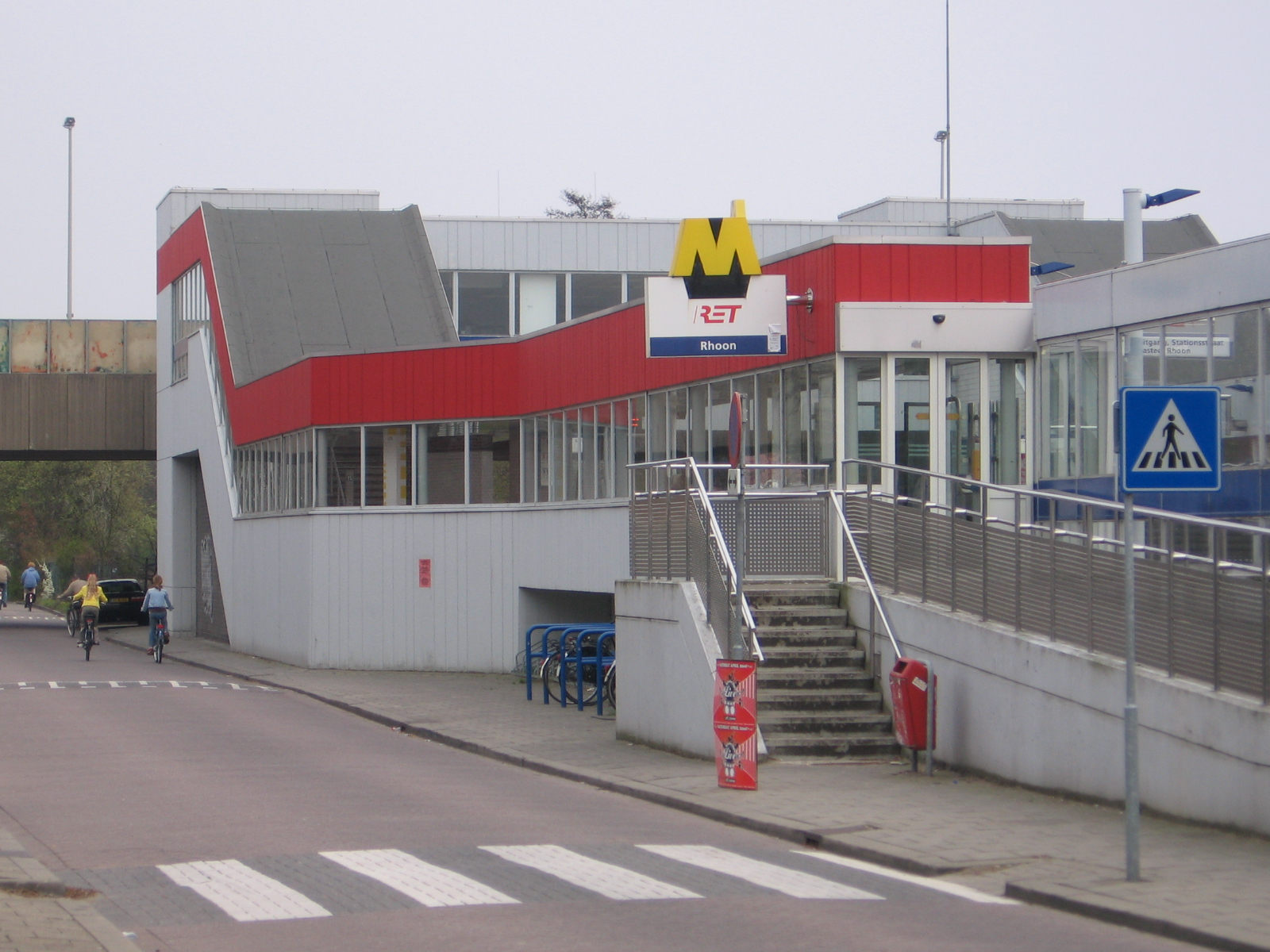
Buitenaanzicht op de uitgang Stationsstraat
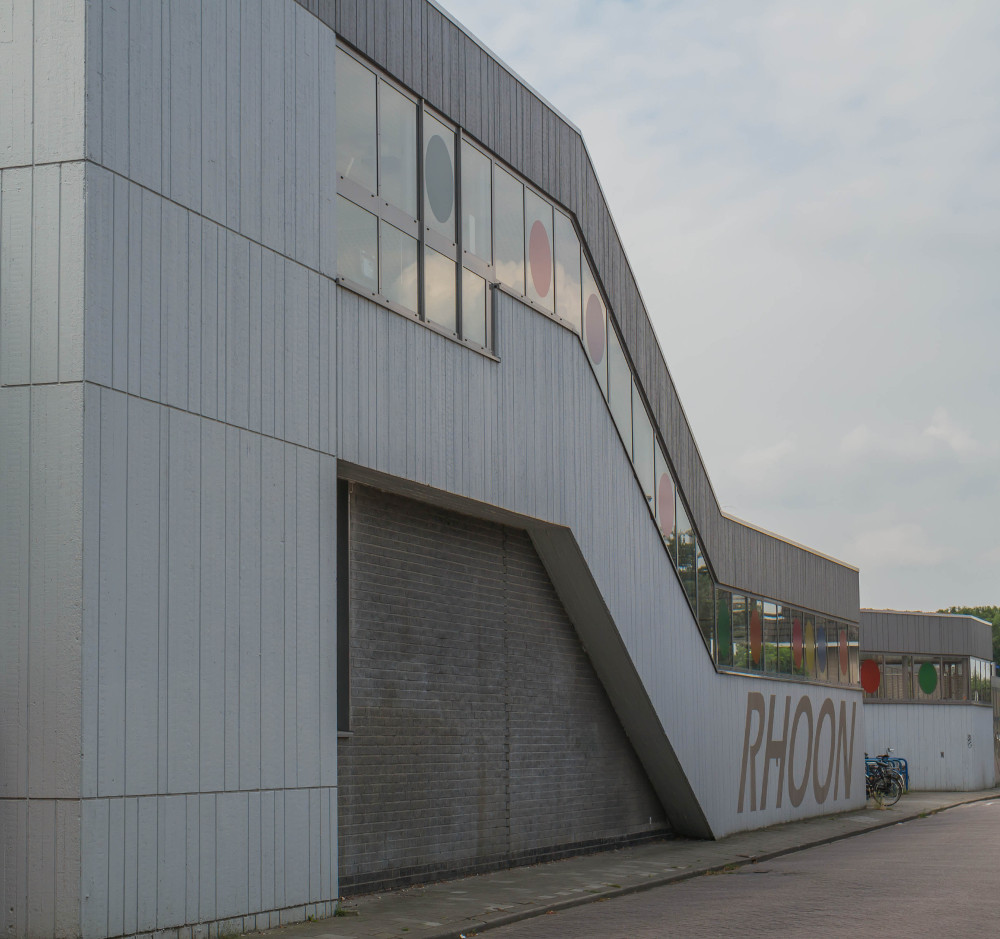
Station na renovatie

Rotterdam Centraal  · Stadhuis · Beurs · Leuvehaven · Wilhelminaplein · Rijnhaven · Maashaven · Zuidplein · Slinge · Rhoon · Poortugaal · Tussenwater · Hoogvliet · Zalmplaat · Spijkenisse Centrum · Heemraadlaan · De Akkers